# Gualdo Tadino
Gualdo Tadino (en llatí: Tadinum) és una ciutat d'Itàlia, a la província de Perusa, al nord-est d'Úmbria, als flancs inferiors del Monte Penna, una muntanya dels Apenins. És a 47 km al nord-est de Perusa. L'1 de gener de 2018 tenia 15.018 habitants.

## Història
Gualdo té una llarga història i originalment era un poble dels umbres, conegut com a Tarsina. Conquerit pels romans l'any 266 aC i batejat de nou com Tadínum, era una estació a la Via Flamínia. El 217 aC va ser destruït per les tropes d'Hanníbal. Una derrota similar li va ser infligida en el 47 aC per Juli Cèsar i el 410 dC pels visigots d'Alaric.
El 552, el general  romà d'Orient Narses va derrotar el rei ostrogot Baduila en el que ara es coneix com la batalla de Tagines, el lloc exacte del qual no es coneix, però molts estudiosos creuen que es troba a pocs quilòmetres de la ciutat, a la plana a l'oest en un lloc anomenat Taino.
L'antiga ciutat va sobreviure a aquesta guerra, només per ser destruïda en una guerra posterior per l'Emperador Otó III el 966. Posteriorment va ser reconstruïda, per ser destruïda per segon cop pel foc el 1237. Finalment, l'emperador Frederic II va ordenar la reconstrucció de la ciutat per tercera vegada el 1239: és la ciutat que coneixem en l'actualitat.

## Llocs d'interès
- Castell de Flea (Rocca Flea), antiga fortalesa i notable exemple d'arquitectura militar medieval (segle xii). És el principal monument de la ciutat. És la seu del Museu Cívic i Pinacoteca Municipal, amb obres de Matteo da Gualdo, Avanzino Nucci, Sano di Pietro i Antonio da Fabriano.
- Església de San Francesco (segle xiii), amb frescos de Matteo da Gualdo (1435-1507).
- Església de Santa Chiara (segle xiii).
- Palazzo del Podestà i Torre Civica (segle xii).
- Catedral (Església de San Benedetto, segle xiii), amb una font exterior atribuïda a Antonio da Sangallo el Vell (segle xvi).

## Economia
La ciutat era famosa a l'edat mitjana per a la fabricació de ceràmica; a finals del segle xx, la indústria ceràmica es va reactivar i Gualdo és ara un important centre de fabricació de ceràmica industrial i accessoris de bany.

## Ciutats agermanades
Gualdo Tadino està agermanada amb:
- West Pittston, PA (EUA)
- Audun Le Tiche, França

## Fills il·lustres
- Raffaele Casimiri (1880-1943) musicòleg i compositor.